# Saint-Julien-de-Civry
Saint-Julien-de-Civry é uma comuna francesa na região administrativa de Borgonha-Franco-Condado, no departamento Saône-et-Loire. Estende-se por uma área de 21,04 km². Em 2010 a comuna tinha 503 habitantes (densidade: 23,9 hab./km²).